# Dřevomilovití
Dřevomilovití (Melasidae) jsou čeleď brouků v nadčeledi Elateroidea. V této čeledi bylo popsáno zatím 1600 druhů.
Synonyma:
- Eucnemidae Lacordaire, 1857
- Melasidae Leach, 1817
- Phylloceridae Reitter, 1905
- Perothopidae Lacordaire, 1857